# Román Eduardo Martínez
Román Eduardo Martínez  (nacido el 5 de marzo de 1988 en El Paso, Texas) es un jugador de baloncesto que tiene la doble nacionalidad Mexicana y estadounidense.
Es internacional por México, equipo que consiguió la clasificación para el Campeonato Mundial de Baloncesto de 2014 y el primer lugar histórico del Campeonato FIBA Américas de 2013 derrotando a la Selección de baloncesto de Puerto Rico en la final.
Su abuelo, Francisco "Kiko" Martínez ganó la medalla de bronce para la Selección mexicana en 1936, logrando que aquel equipo se volviera una leyenda en la nación, pues es la única medalla internacional que ha ganado alguna selección de basquetbol de México.
En la temporada 2011/12 jugó 8 partidos en la Liga ACB y 3 en la Eurocup, pero tras la 8.ª jornada fue cortado por el Gran Canaria 2014, que volvió a cederlo al UB La Palma, como había hecho la temporada anterior.
Actualmente tiene contrato por dos temporadas más con los Soles de Mexicali. 
En sus años en la Universidad de New Mexico Promedió 8.7 puntos, 4.7 rebotes , 1.5 asistencias y 1.0 robos en 133 partidos en 4 años, a 25.5 minutos en cada juego. En su último año, logró 13.9 puntos, 6.0 rebotes y 1.5 robos por juego.
Con los Soles de Mexicali la temporada pasada promedió 14.4 puntos, 5.5 rebotes, 2.5 asistencias y 1.7 robos en 52 partidos. Logró una efectividad de .548 del campo y .328 desde los triples y .679 desde los libres. Los Soles terminaron con marca de 31 ganados y 9 perdidos en temporada regular y avanzaron en cuartos de final y cayeron en semifinales.
Fue de los mexicanos más productivos en el torneo y declarado con mención honorífica al final de la campaña (entre los mejores 20 jugadores del torneo).

## Trayectoria
- High School. Montwood (Texas, Estados Unidos).
- New Mexico (2006-2010)
- UB La Palma (2010-2011)
- Club Baloncesto Gran Canaria (2011)
- UB La Palma (2011-2012)
- Soles de Mexicali (2012-2014)
- Bàsquet Club Andorra (2014)
- Soles de Mexicali (2015-2023)
- Halcones Xalapa (2023-preesente)